# Osječani Gornji
Osječani Gornji (cyr. Осјечани Горњи) – wieś w Bośni i Hercegowinie, w Republice Serbskiej, w mieście Doboj. W 2013 roku liczyła 1084 mieszkańców.